# Kercseliget
Kercseliget  (németül: Gerstleck, Gertslek) község Somogy vármegyében, a Kaposvári járásban.

## Fekvése
Kercseliget három vármegye határán fekszik (Somogy-Tolna-Baranya); a déli határszélén található hármashatárpontot kopjafa is jelzi, ugyanott kilátó is létesült.
Bár nincs túl közel a Balaton déli partjához, a település szőlőtermő területei mégis a Balatonboglári borvidék részét képezik.
A közvetlenül határos települések: észak felől Csoma (Somogy) és Attala, északkelet felől Kapospula, kelet felől Jágónak (utóbbi három Tolna), dél felől Baranyajenő (Baranya), nyugat felől Nagyberki, északnyugat felől pedig Szabadi (utóbbi kettő ismét Somogy). 

### Megközelítése
Korábban zsáktelepülés volt, de e jellegétől a mai időkre már megszabadult, miután elkészült a 61-es főút nagyberki szakaszától idáig húzódó 6512-es út már régóta tervezett, mintegy 2 kilométeres meghosszabbítása Jágónakig, illetve a 6519-es útig. Ezáltal a környező városok közül Kaposvár, Dombóvár és Sásd felől is könnyen megközelíthetővé vált.
Vasútvonal nem érinti, a legközelebbi vasúti csatlakozási lehetőséget a Dombóvár–Gyékényes-vasútvonal Nagyberki megállóhelye kínálja, 7 kilométerre északnyugatra.

## Története
Első okleveles említésekor, 1332-ben egyházas hely volt.  A középkori település a török támadások következtében elnéptelenedett és csak a 18. században népesült be újra. A 18. század közepén gróf Niczky Kristóf (Niczky Christophorus) tárnokmester vásárolta meg. Később az 1700-as években említik ismét, mint puszta. A 18. században a Madarász és Hunyady, majd 1859-től a Maár és Pallavicini családoknak voltak itt birtokaik. Az 1700-as években beköltözött német telepesek, kertecske, ligetecske néven illették a települést. Ebből alakulhatott ki mai neve. Más források szerint a település neve a Kercse magyar személynévből származtatható. A település egyetlen műemléképülete az 1800-as évek elején épült, klasszicista stílusú Maár-kastély. A szintén jelentős építészeti értéket képviselő katolikus templomot 1770-ben emelték és az 1895-ös átépítés során nyerte el mai formáját. Korábban téglagyár, valamint, heti nagy állatvásár (vásártér) is működött a településen.
A Maár-kastélyban az államosítás után, mint annyi sok hasonló épületben, volt bérlakás, kultúrház, posta, pinceklub és párthelyiség, valamint könyvtár is. 1998-ban adta el a Községi Közös Tanács egy kft-nek, azóta sajnos cserélődnek a tulajdonosok. Több befektető visszalépett, meglátva a bozóttá vált 2 hektárnyi, egykor csoda szép parkot. Jelenleg teljesen elhagyottan, pusztuló állapotban van. A faluban 80%-os a munkanélküliség, de ha megjavulna a kastély állapota, az új munkahelyeket adhatna a falu lakosainak. Termálvíz is van a kastélypark alatt. A kastély, a strand és a melegvíz eltarthatná a kúria új gazdáit és a községet is.

## Közélete

### Polgármesterei
- 1990–1994: Ifj. Mecseki János (független)[5]
- 1994–1998: Mecseki János (független)[6]
- 1998–2002: Mecseki János (független)[7]
- 2002–2006: Mecseki János (független)[8]
- 2006–2010: Mecseki János (független)[9]
- 2010–2014: Mecseki János (független)[10]
- 2014–2019: Mecseki János (Fidesz-KDNP)[11]
- 2019–2024: Mecseki János (Fidesz-KDNP)[12]
- 2024– : Mecseki János (Fidesz-KDNP)[1]

## Népesség
A település népességének változása:
| Lakosok száma | 391  | 376  | 371  | 323  | 336  | 344  | 343  |
|               | 2013 | 2014 | 2015 | 2021 | 2022 | 2023 | 2024 |

A 2011-es népszámlálás során a lakosok 91,5%-a magyarnak, 14% cigánynak, 0,3% horvátnak, 1,6% németnek, 0,3% románnak mondta magát (8,3% nem nyilatkozott; a kettős identitások miatt a végösszeg nagyobb lehet 100%-nál). A vallási megoszlás a következő volt: római katolikus 58,3%, református 10,6%, evangélikus 1,6%, görögkatolikus 0,3%, felekezet nélküli 17,6% (11,7% nem nyilatkozott).
2022-ben a lakosság 86,3%-a vallotta magát magyarnak, 23,8% cigánynak, 1,5% németnek, 1,2% egyéb, nem hazai nemzetiségűnek (12,8% nem nyilatkozott; a kettős identitások miatt a végösszeg nagyobb lehet 100%-nál). Vallásuk szerint 29,2% volt római katolikus, 6,3% református, 0,6% görög katolikus, 0,3% evangélikus, 2,1% egyéb katolikus, 13,7% felekezeten kívüli (47,9% nem válaszolt).

## Nevezetességei
- Maár-kastély
- Római katolikus templom
- Kercseligethez tartozó Bükkpusztán is található egy kisebb Maár kastély
- A községben Kercseligeti Gyöngyszemek néven roma folklór hagyományőrző együttes működik.
- Egy híres kercseligeti idősekből álló népi hagyományőrző énekkar, időnként jágónaki és nagyberki tagokkal kiegészülve